# Championnat d'Afrique masculin de basket-ball des moins de 16 ans
Cet article traite de l'épreuve masculine. Pour la compétition féminine, voir Championnat d'Afrique féminin de basket-ball des moins de 16 ans.
Le Championnat d'Afrique masculin de basket-ball des moins de 16 ans est une compétition masculine de basket-ball qui oppose les meilleures sélections nationales d'Afrique des joueurs de moins de 16 ans. Elle est organisée par la FIBA Afrique tous les 2 ans depuis 2009. Le titre de champion d'Afrique se joue donc entre 10 sélections des différentes zones de qualification en Afrique. Les deux équipes finalistes de la compétition se qualifient directement pour la Coupe du monde masculine de basket-ball des 17 ans et moins.

## Palmarès
| Édition | Année | Pays hôte     | Finale     | Finale | Finale   | Petite finale | Petite finale | Petite finale | MVP                 |
| Édition | Année | Pays hôte     | Champion   | Score  | Deuxième | Troisième     | Score         | Quatrième     | MVP                 |
| ------- | ----- | ------------- | ---------- | ------ | -------- | ------------- | ------------- | ------------- | ------------------- |
| 1re     | 2009  | Maputo        | Égypte     | 84–82  | Mali     | Nigeria       | 65–56         | Algérie       | Ahmed Mostafa       |
| 2e      | 2011  | Alexandrie    | Égypte (2) | 117–67 | Tunisie  | Mali          | 59–57         | Angola        | Ehab Amin           |
| 3e      | 2013  | Antananarivo  | Angola     | 75–66  | Égypte   | Tunisie       | 70–49         | Madagascar    | Mohamed Abdelrahman |
| 4e      | 2015  | Bamako        | Égypte (3) | 64–63  | Mali     | Algérie       | 45–37         | Angola        | Ahmed Khalaf        |
| 5e      | 2017  | Vacoas-Phœnix | Mali       | 76–65  | Égypte   | Algérie       | 57–54         | Tunisie       | Siriman Kanouté     |
| 6e      | 2019  | Praia         | Égypte (4) | 66–57  | Mali     | Nigeria       | 54–53         | Guinée        | Moamen Abouzeid     |
| 7e      | 2021  | Le Caire      | Égypte (5) | 63–62  | Mali     | Algérie       | 65–50         | Tchad         | Adam El Halawany    |
| 8e      | 2023  | Monastir      | Guinée     | 84–76  | Égypte   | Mali          | 63–56         | Angola        | Nour Touré          |

## Médailles par pays
Tableau actualisé après le championnat 2023.
| Rang | Nation  | Or | Argent | Bronze | Total |
| ---- | ------- | -- | ------ | ------ | ----- |
| 1    | Égypte  | 5  | 3      | 0      | 8     |
| 2    | Mali    | 1  | 4      | 2      | 7     |
| 3    | Angola  | 1  | 0      | 0      | 1     |
| 3    | Guinée  | 1  | 0      | 0      | 1     |
| 5    | Tunisie | 0  | 1      | 1      | 2     |
| 6    | Algérie | 0  | 0      | 3      | 3     |
| 7    | Nigeria | 0  | 0      | 2      | 2     |

## Détail par pays
| Équipe              | 2009 | 2011 | 2013 | 2015 | 2017 | 2019 | 2021 | 2023 | Total |
| ------------------- | ---- | ---- | ---- | ---- | ---- | ---- | ---- | ---- | ----- |
| Afrique du Sud      | 8e   | 8e   |      | 8e   |      |      |      |      | 3     |
| Algérie             | 4e   | 5e   |      | 3e   | 3e   | 10e  | 3e   |      | 6     |
| Angola              | 6e   | 4e   | 1er  | 4e   |      | 7e   |      | 4e   | 6     |
| Cap-Vert            |      |      |      |      |      | 8e   |      |      | 1     |
| Centrafrique        | 7e   |      |      |      |      |      |      |      | 1     |
| Comores             |      |      | 9e   |      |      |      |      |      | 1     |
| Côte d'Ivoire       |      |      | 8e   |      |      | 9e   | 5e   | 6e   | 4     |
| Égypte              | 1er  | 1er  | 2e   | 1er  | 2e   | 1er  | 1er  | 2e   | 8     |
| Éthiopie            |      |      |      | 11e  |      |      |      |      | 1     |
| Gabon               |      |      | 7e   |      |      |      | 7e   |      | 2     |
| Guinée              | 9e   |      |      |      |      | 4e   |      | 1er  | 3     |
| Guinée équatoriale  |      |      |      | 10e  |      |      |      |      | 1     |
| Madagascar          |      |      | 4e   |      | 5e   |      |      |      | 2     |
| Mali                | 2e   | 3e   |      | 2e   | 1er  | 2e   | 2e   | 3e   | 7     |
| Maroc               |      |      |      | 6e   |      |      |      | 8e   | 2     |
| Maurice             |      |      |      |      | 8e   |      |      |      | 1     |
| Mozambique          | 5e   | 6e   | 6e   |      | 7e   |      |      |      | 4     |
| Nigeria             | 3e   |      |      | 5e   |      | 3e   |      |      | 3     |
| Ouganda             |      |      |      |      |      |      | 6e   | 10e  | 2     |
| République du Congo |      | 7e   |      |      |      |      |      |      | 1     |
| RD Congo            |      |      | 5e   |      |      |      |      |      | 1     |
| Rwanda              |      |      |      | 9e   | 6e   | 5e   |      | 5e   | 4     |
| Tchad               |      |      |      |      |      |      | 4e   | 7e   | 2     |
| Tunisie             |      | 2e   | 3e   | 7e   | 4e   | 6e   |      | 9e   | 6     |
| Total               | 9    | 8    | 9    | 11   | 8    | 10   | 7    | 10   |       |

Légende : en gras le pays organisateur.